# Kanadensiska skölden

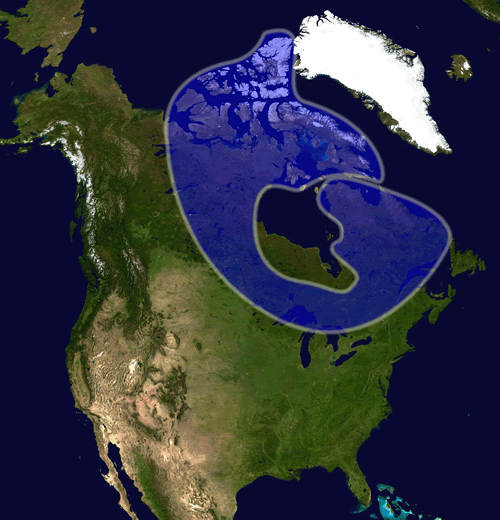
Karta som visar den kanadensiska sköldens utbredning.

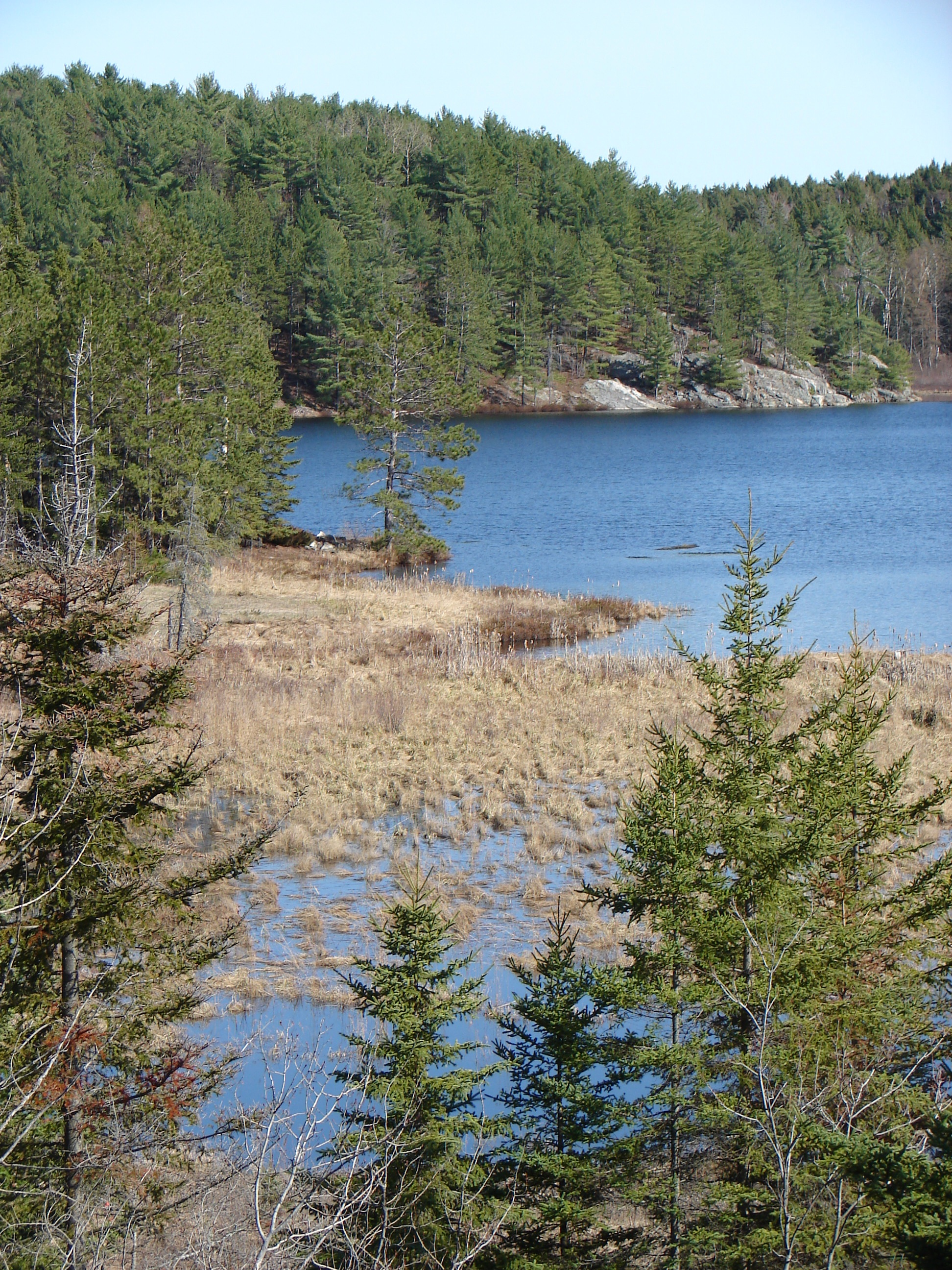
Karaktäristisk terrängtyp i den kanadensiska skölden.

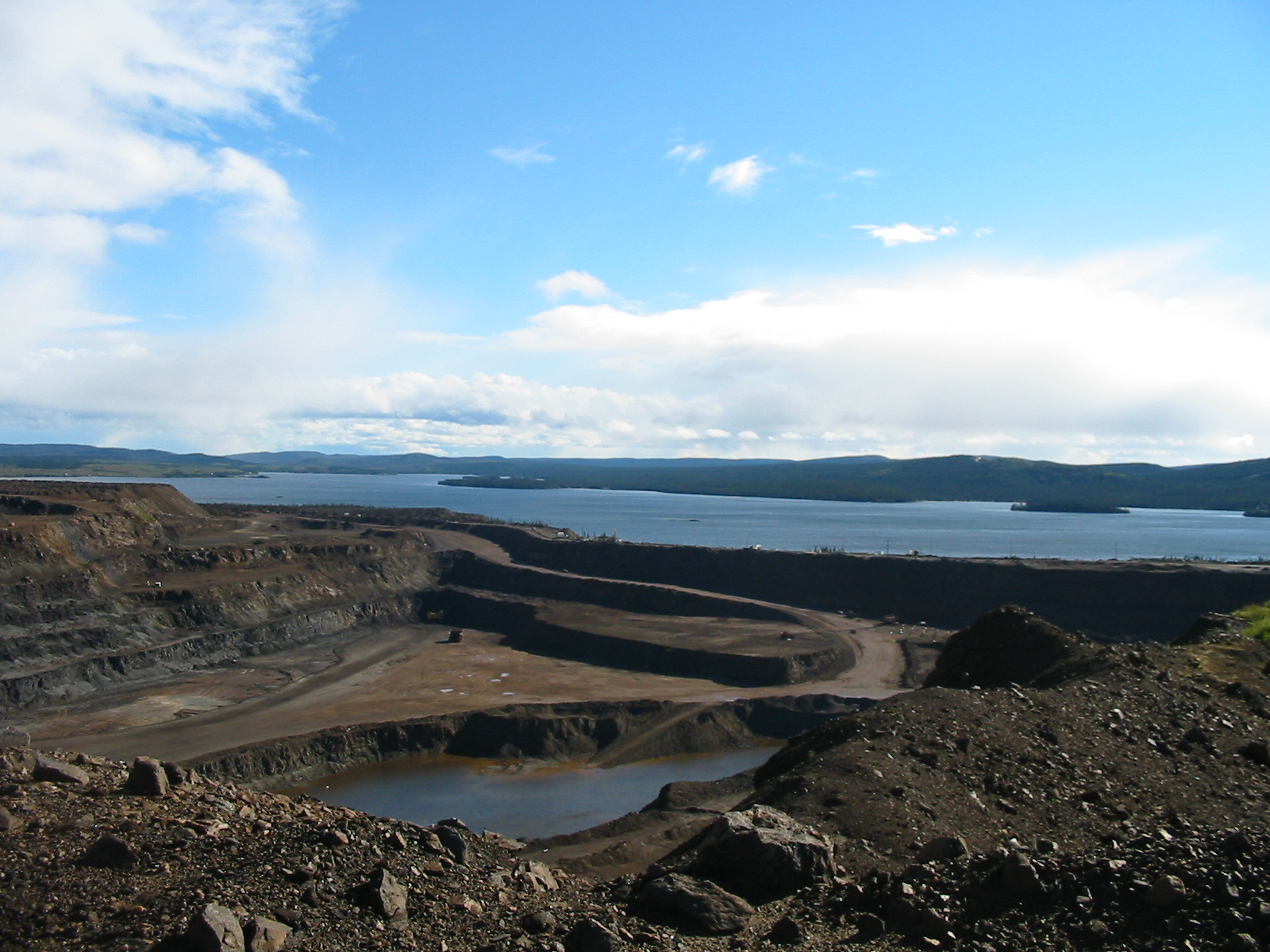
Dagbrott på Labradorhalvön.

Kanadensiska skölden (även Prekambriska skölden eller Laurentiska platån) är en del av en stor kraton i östra, centrala och nordöstra Kanada, liksom större delen av Grönland och angränsande områden i nordöstra USA, där urberg från prekambrium (mellan 4,5 miljarder och 540 miljoner år sedan) kommer i dagen eller bara har mycket tunt sedimentlager över sig. Med undantag för Grönland är kanadensiska skölden i princip cirkelrund med Hudson Bay i mitten. Allt som allt täcker skölden omkring åtta miljoner km².

## Utbredning
Skölden täcker större delen av Grönland och Labrador, Québec norr om Saint Lawrencefloden och Ontario norr om den halvö som sträcker sig ut bland Stora sjöarna, Adirondackbergen i norra New York, delar av Michigan, Wisconsin och Minnesota, Manitoba förutom Hudson Bay och Stora slätterna, norra Saskatchewan, en liten del av Alberta, samt Nunavut och Northwest Territories öster om gränsen mellan Alberta och Saskatchewan. 
Även jordskorpan under Hudson Bay samt Davis sund och Labradorhavet mellan Labrador och Grönland utgör en del av samma sköld, men, per definition, räknas dessa delar inte till skölden eftersom de inte ligger exponerade vid ytan.

## Geologi
De geomorfologiska processer som detta enorma område genomgått har lämnat ett mycket tunt jordlager ovanpå den berggrund som kommer i dagen på många ställen. Liksom på den skandinaviska halvön, har isen här under årtusenden slipat ned de ursprungligen mycket höga och vulkaniskt aktiva bergen. Under den senaste istiden täcktes hela skölden av is som skrapat rent berget och lämnat det exponerat. 
Topografiskt bildar skölden så en relativt låg relief med unga avrinningsområden som ännu inte stabiliserat sig. Detta har, tillsammans med landhöjningen, givit upphov till de många floderna och sjöarna i området.
Berg sträcker sig djupt ner i jorden och flyter ovanpå den tjockare manteln på ungefär samma sätt som isberg flyter på havet. Då berg eroderar reser sig de underliggande lagren. Det berg som idag utgör Kanadensiska sköldens yta låg en gång i tiden långt inuti jorden. Det höga trycket och den höga temperaturen i jordens inre utgjorde ideala förutsättningar för mineralisering.
Nordamerikanska kratonen är den berggrund som bildar kärnan på den nordamerikanska kontinenten och Kanadensiska skölden är den största exponerade delen av kratonens berggrund. Den kanadensiska skölden är den äldsta delen av nordamerikanska plattan och innehåller fossiler av två miljoner år gamla bakterier. Skölden har den största exponerande massan av prekambriansk sten på Jordens yta.
Skölden består i stort av kristallinstenar vars komplexa struktur vittnar om en lång historia av upplyftningar och nedgångar, bergsbildande och erosion. En del av de uråldriga bergskedjorna kan fortfaraqnde kännas igen som ett bälte eller kedja av berg, till exempel Laurentiska bergen.

## Gruvdrift och ekonomi
Kanadensiska skölden har en av världens rikaste malmfyndigheter med stora mängder nickel, guld, silver och koppar. Över hela Kanada finns många gruvstäder där dessa fyndigheter utvinns. Den mest kända torde vara Sudbury i Ontario. Sudbury är ett undantag från hur malmbildning normalt går till eftersom mycket tyder på att Sudburybäckenet orsakats av en meteorit och i själva verket är en nedslagskrater.
I skölden, i synnerhet i Northwest Territories, har man nyligen också upptäckt diamantfyndigheter. De kimberlitdiatrem (så kallade pipes, vertikala kanaler rika på diamant) där diamant upptäckts är relativt unga. Enligt en teori kring deras ursprung ska skölden en gång i tiden befunnit sig över en hetfläck i jordmanteln (ungefär som Hawaii bildats av en hetfläck fast den här befunnit sig under land). Då kontinenten passerat över hetfläcken har hettan lyft landskapet och bildat diamantfyndigheter. Den kedja av djuphavsberg som sträcker sig från USA:s östkust långt ut i Atlanten skulle i så fall har en underjordisk förlängning, så att säga bakåt i tiden, under Kanadensiska skölden.
Skölden täcks också av ett barrskogsbälte (en del av tajgan) som är en förutsättning för den viktiga kanadensiska skogsindustrin.

### Fotnoter
1. ↑  ”Kanadensiska skölden”. Nationalencyklopedin. http://www.ne.se/uppslagsverk/encyklopedi/l%C3%A5ng/kanadensiska-sk%C3%B6lden. Läst 22 november 2016.